# Synagoga v Polné
Synagoga v Polné se nachází na Karlově náměstí jako č.p. 532. Je veřejně přístupná a od září 2000 v ní sídlí Regionální židovské muzeum. Má galerii pro ženy, jež mívala samostatný vchod, na níž je dnes expozice Příběh Leopolda Hilsnera. V mužské části je pak umístěna expozice o historii Židů v Polné. Je majetkem Federace židovských obcí v České republice.  Je chráněna jako kulturní památka České republiky.

## Historie
První modlitebna místních Židů se nacházela v prkenné boudě. Později tuto funkci převzal soukromý dům Žida Samuela. Polenská židovská obec 14. srpna 1684 uzavřela s majiteli polenského panství smlouvu na stavbu zděné synagogy s rituální lázní. Stavba si vyžádala 474 zlatých a 41,5 krejcaru. Část nákladů bylo uhrazeno hotově, zbývajících 250 zlatých platila ve splátkách. Úrok činil 10 zlatých ročně. V letech 1861–1864 došlo k opravě synagogy, po dobu rekonstrukce židovské obci majitelé panství prominuli povinný odvod ze synagogy a dokonce jim přispěli na opravu. Svému původnímu účelu sloužila do roku 1943, kdy si v ní nacisté vybudovali sklad. Roku 1951 budovu zakoupila církev československá husitská, avšak bohoslužby se zde už nikdy nekonaly, po rozhodnutí komunistických úřadů se ze svatostánku stalo skladiště barev a chemických hnojiv a stavba tak chátrala. Až Klub za historickou Polnou po listopadu 1989 zachránil synagogu před demolicí, budovu opravil. Dne 19. července 1994 byla synagoga s rabínským domem navrácena Židovské obci v Praze.

## Architektura
Stavitel ji vybudoval na obdélníkovém půdorysu a na východní straně nechal její základy podepřít oblým vyztužením. Hlavní sál synagogy měřil 7,5 × 12,8 metrů. Z původního barokního vzhledu stavby mohou v současnosti návštěvníci spatřit čtyři typicky protáhlá okna s lomeným obloukem, po požárech byla několikrát přestavěna do novogotického slohu. V letech 1996–2000 prošla rekonstrukcí, při které se objevily zbytky původní výmalby.